# Sais de banho (droga)
"Sais de banho" (também chamado de "sais psicoativos para banho" ou "PABS", em sigla inglesa]) é um termo usado na América do Norte e Europa para descrever uma assim dita classe de drogas de consumo lazer O nome deriva-se de casos em que os medicamentos eram vendidos disfarçado como verdadeiros sais de banho. O branco da neve em pó, grânulos ou cristais muitas vezes se assemelham a verdadeiros sais de banho, como sais de Epsom, mas, quimicamente, são muito diferentes. As embalagens dessas drogas, muitas vezes, afirmam que "não é para consumo humano", numa tentativa de contornar as leis antidroga. Drogas ditas "sais de banho" têm sido, também, da mesma forma disfarçadas como nutrientes para plantas, limpadores para cachimbo de água, e outros produtos.

## História
Catinonas sintéticas, tais como a mefedrona, que são quimicamente semelhantes à da catinona, encontrado naturalmente na planta Catha edulis (khat), foram sintetizadas na década de 1920. Permaneceram obscuros até a primeira década do século 21, quando químicos não oficiais redescobriram-nas e começaram a usá-los em produção de drogas, já que os compostos eram legais em muitas jurisdições. Em 2009 e 2010 houve um aumento significativo no abuso de catinonas sintéticas, inicialmente no Reino Unido e o resto da Europa, e, posteriormente, nos Estados Unidos. Medicamentos comercializados como "sais de banho" chamaram, pela primeira vez, a atenção das autoridades dos EUA, em 2010, após relatos dos centros de intoxicação. Na Europa, as drogas eram predominantemente adquiridas de páginas da internet, mas nos EUA eram vendidos principalmente em pequenas lojas independentes, tais como postos de gasolina e lojas de conveniências. Nos EUA, isso, muitas vezes, tornava mais fáceis obtê-los do que cigarros e álcool. Esses "sais" também foram vendidos ''online'' em pequenos pacotes.
Centenas de outras drogas "designer" ou "drogas legais" têm sido relatados, incluindo produtos químicos artificiais, como cannabis sintética e semi-sintéticos, substâncias como a metilhexaneamina. Estas drogas são desenvolvidas principalmente para evitar ser controlada por leis contra as drogas ilegais, assim dando-lhes o rótulo de "drogas de designer".
Nos EUA, o número de chamadas para os centros de emergência relativos a "sais de banho" subiu de 304, em 2010, para 6,138 em 2011, de acordo com a Associação Americana de Centros de Controle de Intoxicações. As chamadas relacionadas com sais de banho, em seguida, começou a diminuir, até 2015: o número havia diminuído para 522.

## Farmacologia
Farmacologicamente, sais de banho, geralmente, contêm um catinona, normalmente metilenodioxipirovalerona (MDPV), metilona ou mefedrona; no entanto, sua composição química varia muito e os produtos etiquetados com o mesmo nome também pode conter derivados de pyrovalerona ou pipradrol. Na Europa, o principal catinona sintética é a mefedrona, enquanto que NOS eua o MDPV é mais comum.
Muito pouco é conhecido sobre como sais de banho interagir com o cérebro e como eles são metabolizados pelo organismo. Os cientistas estão inclinados a acreditar que sais de banho têm um poderoso potencial viciante e pode aumentar os utilizadores a' tolerância. são semelhantes às anfetaminas em que elas causam efeitos estimulantes, aumentando a concentração de monoaminas , como a dopamina, serotonina e noradrenalina nas sinapses. Eles são geralmente menos capaz de atravessar a barreira sangue-cérebro, que as anfetaminas, devido à presença de beta-ceto grupo que aumenta a compostos de polaridade.

## Uso
Drogas ditas "sais de banho" podem ser ingeridas, inaladas, fumadas ou injetadas. A injeção é especialmente desaconselhada, pois esses produtos, na lista de ingredientes, raramente indicam a dosagem. Drogas "sais de banho" são conhecidos por serem prejudiciais para a saúde humana e têm sido conhecidas por causar comportamento errático, alucinações e delírios.

## Problemas de saúde
Os usuários de sais de banho têm relatado de sintomas, incluindo dor de cabeça, palpitações cardíacas, náuseas, e dedos frios. Alucinações, paranoia, e ataques de pânico também foram relatados, e notícias na mídia relataram associações com violentos comportamento, ataque cardíaco, insuficiência renal, insuficiência hepática, suicídio, uma maior tolerância para a dor, a desidratação, e a desagregação do tecido muscular esquelético.
Ao contrário da crença popular, os pesquisadores não encontraram nenhuma ligação para sais de banho no episódio "ataque canibal em Miami" em 2012.
Sintomas visuais são semelhantes aos de altas doses de estimulantes: incluem pupilas dilatadas, movimentos musculares involuntários, ritmo cardíaco e pressão arterial elevada.

## Interação com álcool
Drogas "sais de banho" são frequentemente consumidas junto com álcool. Um estudo de 2015 investigou a relação entre a mefedrona e o álcool, focando os  efeitos estimulante e gratificante. Ele mostrou que o álcool, mesmo em baixas doses, aumenta significativamente o efeito psicoestimulante da mefedrona. Esse efeito é mediado por um aumento na sináptica de dopamina, como o haloperidol, mas não ketanserin, foi capaz de bloquear a potencialização do álcool.

## Detecção
MDPV não pode ser detectado por cães treinados e não se encontra no típicos de exame de urina, apesar de poderem ser detectados na urina e cabelo com cromatografia gasosa e espectrometria de massa. Os distribuidores podem disfarçar a droga como várias outras substâncias, tais como fertilizantes ou repelente de insetos.

## Prevalência
Pouco é conhecido sobre o número de pessoas que utilizam sais de banho. No reino UNIDO, a mefedrona, comumente conhecido como MCAT, é a quarta droga mais consumida entre frequentadores de boates, logo após cannabis, ecstay e cocaína. Com base em relatórios para a Associação Americana de Centros de Controle de Drogas, verificou-se que o uso de sais de banho, nos EUA, aumentou significativamente entre os anos de 2010 e 2011. O aumento no uso que é creditado ao resultado da sua ampla disponibilidade, dificuldade de detecção em muitos testes de drogas, e a cobertura da mídia sensacionalista.

## Aspectos legais
A política de drogas do Canadá é que, desde o outono de 2012, metilenodioxipirovalerona (MDPV) está classificada na agenda de substâncias sob controle legal, colocando-a na mesma categoria de heroína e MDMA. a Mefedrona e o metilona já são ilegais no Canadá e na maioria dos Estados Unidos.
No Reino Unido, todas catinonas e seus substituídos foram tornados ilegais em abril de 2010, mas outras designer de drogas, tais como naphyrona, apareceram logo depois, bem como de alguns produtos descritos como legais contidas ilegal compostos. Para evitar ser controlado pelo "Ato Médico de 1968 [EUA]", drogas como mefedrona têm sido descritas como "sais de banho", ou outros nomes impróprios, tais como "alimento de planta" apesar de os compostos de não ter nenhum histórico de serem usados para esses fins.
Em julho de 2012, a política federal antidrogas dos EUA foi alterada para proibir sais de banho. Antes que, sais de banho foram ilegais em, pelo menos, 41 estados. Antes de componentes a ser ilegal, a mefedrona, metilona, e o MDPV foram comercializados, como sais de banho. Os "sais de banho" nome e rótulos que dizem "não para o consumo humano" são uma tentativa de contornar a Lei Federal de Similares, que proíbe a venda de drogas que são substancialmente similares aos medicamentos, já classificados para o uso humano.